# Chaetacis picta
Chaetacis picta is een spinnensoort in de taxonomische indeling van de wielwebspinnen (Araneidae).
Het dier behoort tot het geslacht Chaetacis. De wetenschappelijke naam van de soort werd voor het eerst geldig gepubliceerd in 1836 door Carl Ludwig Koch.